# Christiano Mascaro
Christiano Mascaro Gonçalves da Silva (Recife, 1974) é um ilustrador e designer brasileiro.
Mascaro começou a trabalhar como ilustrador aos 17 anos, tendo estudado nos Estados Unidos. Em 1997, tornou-se ilustrador do jornal Diário de Pernambuco. Também participou de salões de humor, tendo sido premiado diversas vezes. Junto com o artista visual João Lin, foi o idealizador da revista alternativa de quadrinhos Ragu em 2000, sendo também um de seus editores.
Em 2023, Mascaro ganhou o 35º Troféu HQ Mix na categoria de melhor dissertação de mestrado.